# Pałac w Mokrzeszowie
Pałac w Mokrzeszowie – zabytkowy pałac w Mokrzeszowie – wsi w Polsce, w województwie dolnośląskim, w powiecie świdnickim, w gminie Świdnica.
Obiekt wybudowany w 1860. Aktualnie w pałacu mieści się Zespół Szkół Centrum Kształcenia Rolniczego im. Wincentego Witosa.